# Tournoi de tennis de Ferghana
Le Fergana Challenger est un tournoi international de tennis masculin du circuit professionnel Challenger et féminin du circuit ITF. Il a lieu tous les ans au mois de juin à Ferghana, en Ouzbékistan. Il a été créé en 1996 pour les hommes et en 2011 pour les femmes et se joue sur surface dure en extérieur.

## Palmarès messieurs

### Simple
| Année     | Vainqueur           | Finaliste             | Score           |
| --------- | ------------------- | --------------------- | --------------- |
| 1996      | Stéphane Simian     | Noam Behr             | 7-6, 7-6        |
| 1997-1999 | Pas de tournoi      | Pas de tournoi        | Pas de tournoi  |
| 2000      | Vladimir Voltchkov  | Igor Kunitsyn         | 4-6, 6-0, 6-4   |
| 2001      | Ivo Heuberger       | Fredrik Jonsson       | 4-6, 7-5, 6-2   |
| 2002      | Jimmy Wang          | Tuomas Ketola         | 6-3, 6-1        |
| 2003      | Tuomas Ketola       | Louis Vosloo          | 6-2, 6-3        |
| 2004      | Igor Kunitsyn       | Prakash Amritraj      | 6-4, 7-5        |
| 2005      | Lu Yen-hsun         | Danai Udomchoke       | 6-1, 7-63       |
| 2006      | Danai Udomchoke     | Alexander Peya        | 6-0, 6-2        |
| 2007      | Antony Dupuis       | Pavel Chekhov         | 6-1, 6-4        |
| 2008      | Pavel Šnobel        | George Bastl          | 7-5, 6-3        |
| 2009      | Lukáš Lacko         | Sam Groth             | 4-6, 7-5, 7-64  |
| 2010      | Evgeny Kirillov     | Zhang Ze              | 6-3, 2-6, 6-2   |
| 2011      | Dudi Sela           | Greg Jones            | 6-2, 6-1        |
| 2012      | Yuki Bhambri        | Amir Weintraub        | 6-3, 6-3        |
| 2013      | Radu Albot          | Ilija Bozoljac        | 7-69, 63-7, 6-1 |
| 2014      | Blaž Kavčič         | Alexander Kudryavtsev | 6-4, 7-68       |
| 2015      | Teymuraz Gabashvili | Alexander Kudryavtsev | 6-2, 1-0 ab.    |
| 2016      | Radu Albot          | Konstantin Kravchuk   | 6-4, 6-2        |
| 2017      | Ilya Ivashka        | Nikola Milojević      | 6-4, 6-3        |
| 2018      | Nikola Milojević    | Enrique López Pérez   | 6-3, 6-4        |
| 2019      | Emil Ruusuvuori     | Roberto Cid Subervi   | 6-3, 6-2        |

### Double
| Année     | Vainqueurs                            | Finalistes                                 | Score               |
| --------- | ------------------------------------- | ------------------------------------------ | ------------------- |
| 1996      | Mahesh Bhupathi Leander Paes          | Geoff Grant Maurice Ruah                   | 6-3, 7-6            |
| 1997-1999 | Pas de tournoi                        | Pas de tournoi                             | Pas de tournoi      |
| 2000      | Jonathan Erlich Lior Mor              | Daniel Melo Alexandre Simoni               | 6-4, 6-0            |
| 2001      | Rik De Voest Igor Kunitsyn            | Simon Larose Michael Tebbutt               | 6-1, 64-7, 6-3      |
| 2002      | Rik De Voest Dirk Stegmann            | Tuomas Ketola Aisam-Ul-Haq Qureshi         | 6-3, 7-5            |
| 2003      | Justin Bower Aisam-Ul-Haq Qureshi     | Alexey Kedryuk Orest Tereshchuk            | 3-6, 7-60, 6-4      |
| 2004      | Raven Klaasen Jean-Julien Rojer       | Harsh Mankad Aisam-Ul-Haq Qureshi          | 6-3, 6-1            |
| 2005      | Murad Inoyatov Denis Istomin          | Lu Yen-hsun Danai Udomchoke                | 6-1, 6-3            |
| 2006      | Sanchai Ratiwatana Sonchat Ratiwatana | Alexey Kedryuk Orest Tereshchuk            | 67-7, 7-63, [14-12] |
| 2007      | Daniel Brands John Paul Fruttero      | Lukáš Rosol Martin Slanar                  | 7-61, 7-5           |
| 2008      | Łukasz Kubot Konstantin Kravchuk      | Alexandre Krasnoroutskiy Vaja Uzakov       | 6-4, 6-1            |
| 2009      | Pavel Chekhov Alexey Kedryuk          | Pierre-Ludovic Duclos Aisam-Ul-Haq Qureshi | 4-6, 6-3, [10-5]    |
| 2010      | Brendan Evans Toshihide Matsui        | Gong Maoxin Li Zhe                         | 3-6, 6-3, [10-8]    |
| 2011      | John Paul Fruttero Raven Klaasen      | Im Kyu-tae Danai Udomchoke                 | 6-0, 6-3            |
| 2012      | Raven Klaasen Izak van der Merwe      | Sanchai Ratiwatana Sonchat Ratiwatana      | 6-3, 6-4            |
| 2013      | Farrukh Dustov Malek Jaziri           | Ilija Bozoljac Roman Jebavý                | 6-3, 6-3            |
| 2014      | Sergey Betov Aliaksandr Bury          | Nicolás Barrientos Stanislav Vovk          | 6-7, 7-61, 10-3     |
| 2015      | Sergey Betov Mikhail Elgin            | Denys Molchanov Franko Škugor              | 6-3, 7-5            |
| 2016      | Yannick Jankovits Luca Margaroli      | Toshihide Matsui Vishnu Vardhan            | 6-4, 7-64           |
| 2017      | N. Sriram Balaji Vishnu Vardhan       | Yuya Kibi Shuichi Sekiguchi                | 6-3, 6-3            |
| 2018      | Ivan Gakhov Alexander Pavlioutchenkov | Saketh Myneni Vijay Sundar Prashanth       | 6-4, 6-4            |
| 2019      | Evan King Hunter Reese                | Nikola Čačić Yang Tsung-hua                | 6-3, 5-7, [10-4]    |